# خالد أبو غليون
خالد عبد الرزاق سلام أبوغليون، (ولد في 15 يناير 1968)، مدرب كاراتيه في الأمن العام الأردني، وأسير أردني مدة 17 عاماً في السجون الإسرائيلية منذ  8 نوفمبر 1990 ، وحتى عام 2007، اثر عملية العوجا/أريحا. استعادته الحكومة الأردنية وأوقفته في سجن قفقفا بتاريخ 5 يوليو 2007م. حتى أفرجت عنه في أغسطس من العام 2008م.

## الولادة والنشأة
من مواليد الأردن  لأب يعمل كموظف استعلامات في وزارة التربية والتعليم الأردنية، درس المرحلتين الابتدائية والإعدادية في مدارس وكالة الغوث الواقعة في مخيم حطين، وعُرٍف عنه ولعه بالرياضة، حيث انتسب إلى نادِ لتدريب الكاراتيه، وبعد أن أنهى دراسته الإعدادية التحق بمعهد البوليتكنيك (PolyTechnic) حيث تعلم مهنة تصليح السيّارات (ميكانيكي)، إلا أنّه لم يوفّق بعملِ في مجال تخصصه فالتحق بجهاز الأمن العام الأردني  ليعمل كمدربِ للكاراتيه في صفوفه. وهو على صلة قرابة بسالم أبو غليون حيث أنهما أبناءُ عُمومة. تزوج في العام 1985م من ابنة عمه ورُزٍق على إثر هذا الزواج بابنتين، رسمية وأمل. سُرعان ما أصبحت مسؤولية عائلته كاملةً (شاملةً الأخوة والأم) تقع على كاهله بُعيد وفاة والده في عام 1989م كونه هو أكبر إخوته الذكور.
ثم اكمل المسيرة وذاك عام 1966

## العملية
انطلق مع رفاقة الأربعة سالم أبو غليون ابن عمه وأمين الصانع وإبراهيم غنيم ونايف الكعابنة ليلة الخميس 5 نوفمبر 1990م وفي 8 نوفمبر اشتبكوا مع دورية إسرائيلية على بعد 3 كم من قرية العوجا القريبة من أريحا قرب الحدود الأردنية الفلسطينية لمدة أربع ساعات اسفرت عن مقتل وجرح عدد من الجنود ومقتل ضابط إسرائيلي واستشهد من المجموعة نايف الكعابنة وأُسر البقية بعد المقاومة والمطاردة، وكان خالد آخر من اعتُقل حيث ظل وحده يقاوم بالسلاح الأبيض مدة ساعتين إلى أن جاءت طائرة هليكوبتر وألقت عليه شبكةً لشلِّ حركته بعد إصابته في قدمه وأطلقوا عليه كذلك طلقة تخدير لم يفق على إثرها إلا في المستشفى الأمر الذي أكّدته إذاعة لندن.

## الحُكم
بعد 3 أشهر تقريباً من اعتقالهم تمّت محاكمته هو ورفاقه غيابياً بعد رفض المُعتقلين المُثول أمام المحكمة نتيجة لرفض إسرائيل بدورها معاملتهم كأسرى حرب، ووُجّهت إليه تهمة «إطلاق نار». حُكم عليه بالسجن المُؤبّد الأمني والذي تبلغ فترة محكوميّته 99 سنة. قضى منها 17 عاماً متنقلاً بين العديد من المُعتقلات الإسرائيلية ولكنه قضى معظم هذه المُدّة بمُعتقلٍ في نفحة بفلسطين مُنذُ العام 1990م وسنةً واحدة في العام 2007م في سجن قفقفا الحكومي الأردني الواقع شمال الأردن.

## المُراسلات والزيارات
كان أهل خالد لا يعرفون عنه شيئاً سِوى ما يُذاع على إذاعة لندن، ولم يتمكنوا إلا بعد الحكم من مراسلته عن طريق الصليب الأحمر وكان قد استقر وقتها في سجن عتليت. وكانت الزيارات متفرقة وقصيرة حيث زاره أهله لأول مرة عام 1992م ثم عام 1995م وآخر مرة كانت عام 1998م.

## ظروف وحياة الاعتقال
تنقل خالد في بداية الأمر بين عدة سجون بداية بعتليت ومروراً بعسقلان ثم نفحة فشطة ثم بئر السبع ثم استقر في نهاية المطاف في معتقل نفحة الصحراوي حيث عدته السلطات الإسرائيلية سجيناً خطيراً لأنه مدرب كراتيه.
عانى خالد من ظروف اعتقال سيئة خاصة في ظل معاناته من التهابات الأمعاء إضافة إلى ألم في قدمه التي أصيبت أثناء العملية. كان برنامجه اليومي في السجن يتلخّص بالاستيقاظ عند الفجر وأداء الصلاة ثم ممارسة هوايته «الكاراتيه» ثم قراءة الكتب، حيث حصل خالد على الثانوية العامة في السجن، وقد وصفه الأسير المحرر فادي فرح بأنه «مكتبة تدب على الأرض».

## محاولات إطلاق سراحه
قام أهل خالد بزيارات حثيثة ومستمرة إلى وزارة الخارجية الأردنية بالإضافة إلى زيارة ومخاطبة مجلس النواب الأردني في أكثر من مناسبة بالإضافة إلى التنسيق المستمر مع لجنة متابعة ظروف المعتقلين.

## إطلاق سراحه
انتقل خالد أبوغليون إلى الأردن في صفقة تحت إشراف رئيس الوزراء في ذلك الوقت معروف البخيت مع إسرائيل تقضي بتسليم الأسرى الأردنيين سالم أبو غليون وخالد أبو غليون وأمين الصانع وسلطان العجلوني مقابل بقائهم في السجون الأردنية. وهو ما كان حيث وُضعوا في سجن قفقفا بتاريخ 5 يوليو 2007م. وفي أغسطس من العام 2008م قامت السلطات الأردنية بالإفراج عنه.